# Tom Kibble
Thomas Walter Bannerman Kibble CBE, FRS (Madras, 23 de dezembro de 1932 — Londres, 2 de junho de 2016) foi um físico britânico.
Seus interesses de pesquisa eram na teoria quântica de campos, especialmente a interface entre a física de partículas de alta energia e a cosmologia. Ele é mais conhecido como um dos primeiros a descrever o mecanismo de Higgs, e por sua pesquisa sobre defeitos topológicos. A partir da década de 1950, preocupou-se com a corrida armamentista nuclear e a partir de 1970, assumiu papéis de liderança na promoção da responsabilidade social do cientista.

## Carreira
Kibble trabalhou nos mecanismos de quebra de simetria, transições de fase e os defeitos topológicos (monopólos, cordas cósmicas ou paredes de domínio) que podem ser formados.
Ele é mais conhecido por sua codescoberta do mecanismo de Higgs e do bóson de Higgs com Gerald Guralnik e C. R. Hagen. Como parte da celebração do 50º aniversário da Physical Review Letters, o jornal reconheceu esta descoberta como um dos marcos da história da PRL.  Por esta descoberta, Kibble recebeu o Prêmio JJ Sakurai de Física de Partículas Teóricas de 2010 da American Physical Society.  Embora Guralnik, Hagen e Kibble sejam amplamente considerados como os autores dos primeiros artigos mais completos na teoria de Higgs, eles foram controversamente não incluídos no Prêmio Nobel de Física de 2013. Em 2014, o ganhador do Prêmio Nobel Peter Higgs expressou decepção por Kibble não ter sido escolhido para compartilhar o Prêmio Nobel com François Englert e ele mesmo.
Kibble foi o pioneiro no estudo da geração de defeitos topológicos no início do universo. O mecanismo paradigmático de formação de defeitos em uma transição de fase de segunda ordem é conhecido como mecanismo Kibble-Zurek. Seu artigo sobre cordas cósmicas introduziu o fenômeno na cosmologia moderna.
 

Ele foi um dos dois copresidentes de um programa de pesquisa interdisciplinar financiado pela European Science Foundation (ESF) em Cosmologia no Laboratório (COSLAB), que funcionou de 2001 a 2005. Ele foi anteriormente o coordenador de uma Rede ESF sobre Defeitos Topológicos em Física de Partículas, Matéria Condensada e Cosmologia (TOPDEF).

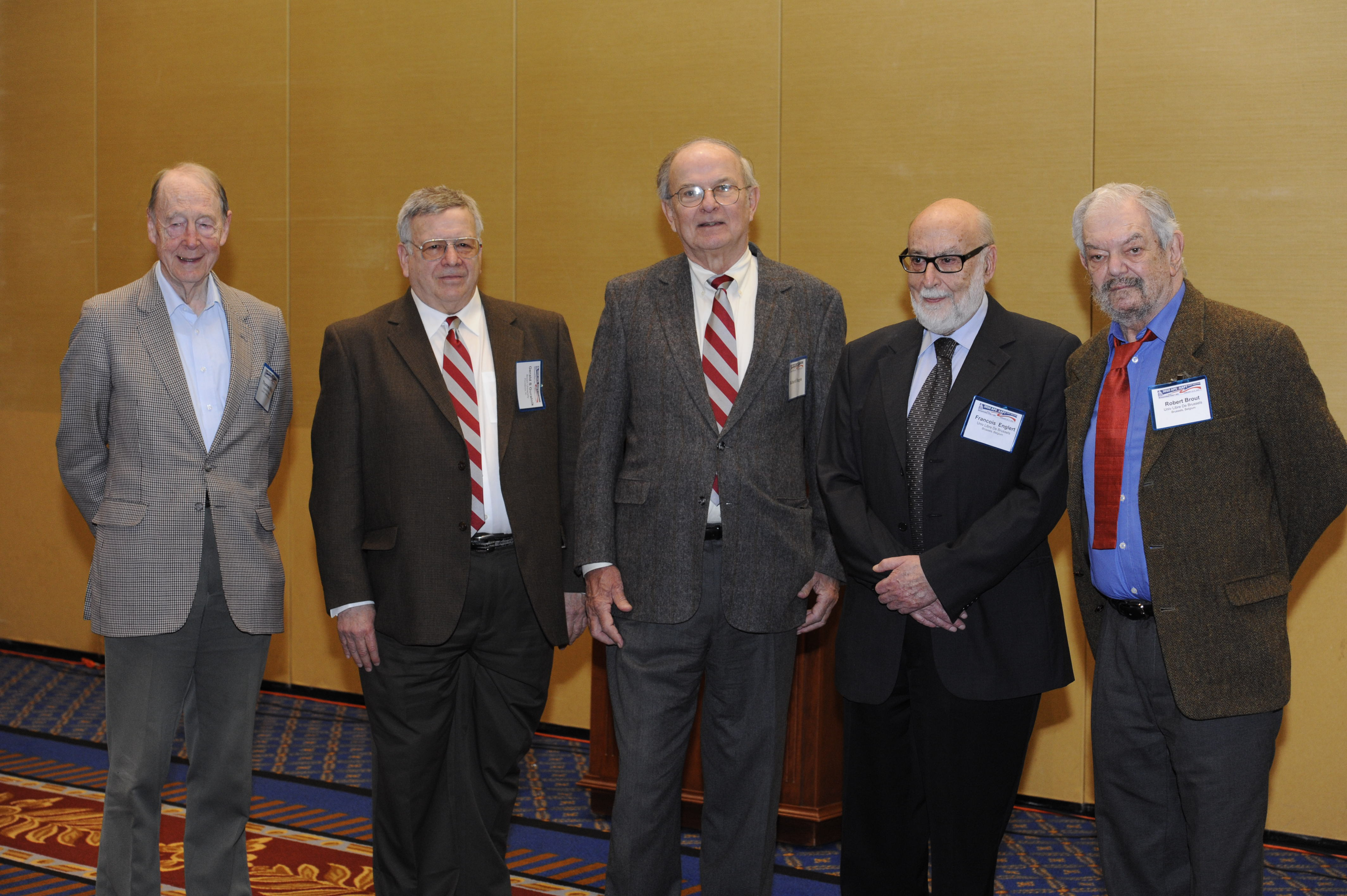
Tom Kibble, Gerald Guralnik, Carl Richard Hagen, François Englert e Robert Brout na cerimônia de entrega do Prêmio Sakurai de 2010.

## Publicações
Em 1966, Kibble foi coautor, com Frank H. Berkshire, de um livro-texto, Mecânica Clássica, que em 2016 ainda está sendo impresso e agora está em sua 5ª edição inglesa.

## Morte
Tom Kibbe morreu em 2 de junho de 2016, aos 83 anos.